# بيري هوبرمان
بيري هوبرمان (بالإنجليزية: Perry Hoberman)‏ هو مصور أمريكي، ولد في 1954.

## وصلات خارجية
- بيري هوبرمان على موقع ميوزك برينز (الإنجليزية)